# Паулиньо Бойа
Па́уло Энри́ке Пере́йра да Си́лва (порт.-браз. Paulo Henrique Pereira da Silva, более известный, как Паули́ньо Бо́йа порт.-браз. Paulinho Bóia); родился 26 июня 1998 года, Бразилиа, Бразилия), — бразильский футболист, нападающий клуба «Насьонал».

## Клубная карьера
Паулиньо — воспитанник клуба «Сан-Паулу». 25 января 2018 года в поединке Лиги Паулиста против «Мирасола» он дебютировал в за основной состав. 3 июня в матче против «Палмейрас» он дебютировал в бразильской Серии A. В начале 2019 года для получения игровой практики Бойя был арендован португальским «Портимоненсе». 20 января в матче против «Боавишты» он дебютировал в Сангриш-лиге.
Летом 2019 года Бойя был арендован клубом «Сан-Бенту». 17 июля в матче против «Коритибы» он дебютировал в бразильской Серии B. 31 июля в поединке против «Крисиума» Паулиньо забил свой первый гол за «Сан-Бенту».
В 2020 году Бойя вернулся в «Сан-Паулу». 26 июля в поединке Лиги Паулиста против «Гуарани» Паулиньо забил свой первый гол за основной состав. В 2021 году он стал победителем Лиги Паулиста. Летом того же года Бойя был арендован «Жувентуде». 17 июня в матче против «Палмейрас» он дебютировал за новый клуб. 1 июля в поединке против «Гремио» Паулиньо забил свой первый гол за «Жувентуде».

## Достижения
«Сан-Паулу»
- Победитель Лиги Паулиста — 2021